# Campeonato Mundial de Voleibol Masculino de 1998
O Campeonato Mundial de Voleibol Masculino de 1998 foi a 14ª edição do evento, organizado pela FIVB. Ele foi realizado em Fukuoka, Kobe, Sendai, Sapporo, Kawasaki, Uozu, Hiroshima, Osaka, Chiba, Hamamatsu e Tóquio, Japão, de 13 a 29 de novembro de 1998.
Na final a Itália derrotou a Iugoslávia por 3 a 0 e se tornou a primeira seleção a conquistar o Campeonato Mundial de Voleibol por três vezes seguidas.

## Países Competidores
As seguintes seleções nacionais se classificaram:
| Grupo A                                 | Grupo B                                      | Grupo C                                   | Grupo D                           | Grupo E                              | Grupo F                                   |
| --------------------------------------- | -------------------------------------------- | ----------------------------------------- | --------------------------------- | ------------------------------------ | ----------------------------------------- |
| Japão · Coreia do Sul · Espanha · Egito | Itália · Estados Unidos · Canadá · Tailândia | Países Baixos · China · Chéquia · Ucrânia | Cuba · Argentina · Polónia · Irão | Brasil · Bulgária · Grécia · Argélia | Rússia · Iugoslávia · Austrália · Turquia |

## Locais
- Marine Messe Fukuoka (Fukuoka) – Grupo A
- Kobe Green Arena (Kobe) – Grupo B
- Sendai City Gymnasium (Sendai) – Grupo C
- Makomanai Indoor Stadium (Sapporo) – Grupo D
- Todoroki Arena (Kawasaki) – Grupo E
- Uozu Techno Sports Dome (Uozu) – Grupo F
- Hiroshima Green Arena (Hiroshima) – Grupo G
- Namihaya Dome (Osaka) – Grupo G
- Makuhari Messe (Chiba) – Grupo H
- Hamamatsu Arena (Hamamatsu) – Grupo H
- Yoyogi National Gymnasium (Tóquio) – Fase Final

## Fase Preliminar

### Grupo A
Classificação
| Pos | País          | J | V | D | SP | SC | PP  | PC  | Pts |
| --- | ------------- | - | - | - | -- | -- | --- | --- | --- |
| 1   | Espanha       | 3 | 3 | 0 | 9  | 4  | 179 | 150 | 6   |
| 2   | Japão         | 3 | 2 | 1 | 6  | 3  | 123 | 97  | 5   |
| 3   | Coreia do Sul | 3 | 1 | 2 | 5  | 6  | 130 | 134 | 4   |
| 4   | Egito         | 3 | 0 | 3 | 2  | 9  | 107 | 158 | 3   |

| Data   | Equipe #1     | Placar | Equipe #2     | 1º Set | 2º Set | 3º Set | 4º Set | 5º Set | Total | Cidade | Público |
| ------ | ------------- | ------ | ------------- | ------ | ------ | ------ | ------ | ------ | ----- | ------ | ------- |
| 13 Nov | Coreia do Sul | 3–0    | Egito         | 15–10  | 15–7   | 15–6   |        |        | 45–23 |        |         |
| 13 Nov | Espanha       | 3–0    | Japão         | 15–11  | 15–9   | 15–13  |        |        | 45–33 |        |         |
| 14 Nov | Coreia do Sul | 2–3    | Espanha       | 15–7   | 6–15   | 15–13  | 13–15  | 14–16  | 63–66 |        |         |
| 14 Nov | Egito         | 0–3    | Japão         | 9–15   | 12–15  | 9–15   |        |        | 30–45 |        |         |
| 15 Nov | Espanha       | 3–2    | Egito         | 9–15   | 13–15  | 15–9   | 15–1   | 16–14  | 68–54 |        |         |
| 15 Nov | Japão         | 3–0    | Coreia do Sul | 15–8   | 15–12  | 15–2   |        |        | 45–22 |        |         |

### Grupo B
Classificação
| Pos | País           | J | V | D | SP | SC | PP  | PC  | Pts |
| --- | -------------- | - | - | - | -- | -- | --- | --- | --- |
| 1   | Itália         | 3 | 3 | 0 | 9  | 1  | 147 | 63  | 6   |
| 2   | Estados Unidos | 3 | 2 | 1 | 7  | 4  | 130 | 121 | 5   |
| 3   | Canadá         | 3 | 1 | 0 | 4  | 6  | 121 | 108 | 4   |
| 4   | Tailândia      | 3 | 0 | 3 | 0  | 9  | 29  | 135 | 3   |

| Data   | Equipe #1      | Placar | Equipe #2      | 1º Set | 2º Set | 3º Set | 4º Set | 5º Set | Total | Cidade | Público |
| ------ | -------------- | ------ | -------------- | ------ | ------ | ------ | ------ | ------ | ----- | ------ | ------- |
| 13 Nov | Canadá         | 0–3    | Itália         | 10–15  | 13–15  | 2–15   |        |        | 25–45 |        |         |
| 13 Nov | Estados Unidos | 3–0    | Tailândia      | 15–3   | 15–9   | 15–1   |        |        | 45–13 |        |         |
| 14 Nov | Tailândia      | 0–3    | Itália         | 0–15   | 2–15   | 3–15   |        |        | 5–45  |        |         |
| 14 Nov | Estados Unidos | 3–1    | Canadá         | 6–15   | 15–9   | 16–14  | 15–13  |        | 52–51 |        |         |
| 15 Nov | Canadá         | 3–0    | Tailândia      | 15–3   | 15–7   | 15–1   |        |        | 45–11 |        |         |
| 15 Nov | Itália         | 3–1    | Estados Unidos | 15–4   | 15–7   | 12–15  | 15–7   |        | 57–33 |        |         |

### Grupo C
Classificação
| Pos | País          | J | V | D | SP | SC | PP  | PC  | Pts |
| --- | ------------- | - | - | - | -- | -- | --- | --- | --- |
| 1   | Países Baixos | 3 | 3 | 0 | 9  | 2  | 157 | 108 | 6   |
| 2   | China         | 3 | 2 | 1 | 7  | 4  | 146 | 131 | 5   |
| 3   | Ucrânia       | 3 | 1 | 2 | 4  | 6  | 119 | 121 | 4   |
| 4   | Chéquia       | 3 | 0 | 3 | 1  | 9  | 86  | 148 | 3   |

| Data   | Equipe #1     | Placar | Equipe #2     | 1º Set | 2º Set | 3º Set | 4º Set | 5º Set | Total | Cidade | Público |
| ------ | ------------- | ------ | ------------- | ------ | ------ | ------ | ------ | ------ | ----- | ------ | ------- |
| 13 Nov | China         | 3–1    | Ucrânia       | 14–16  | 15–13  | 15–12  | 15–8   |        | 59–49 |        |         |
| 13 Nov | Chéquia       | 1–3    | Países Baixos | 9–15   | 15–13  | 13–15  | 4–15   |        | 41–58 |        |         |
| 14 Nov | Ucrânia       | 0–3    | Países Baixos | 8–15   | 10–15  | 7–15   |        |        | 25–45 |        |         |
| 14 Nov | China         | 3–0    | Chéquia       | 15–9   | 15–9   | 15–10  |        |        | 45–28 |        |         |
| 15 Nov | Chéquia       | 0–3    | Ucrânia       | 5–15   | 6–15   | 6–15   |        |        | 17–45 |        |         |
| 15 Nov | Países Baixos | 3–1    | China         | 9–15   | 15–11  | 15–7   | 15–9   |        | 54–42 |        |         |

### Grupo D
Classificação
| Pos | País      | J | V | D | SP | SC | PP  | PC  | Pts |
| --- | --------- | - | - | - | -- | -- | --- | --- | --- |
| 1   | Cuba      | 3 | 3 | 0 | 9  | 0  | 135 | 68  | 6   |
| 2   | Argentina | 3 | 2 | 1 | 6  | 4  | 128 | 100 | 5   |
| 3   | Polónia   | 3 | 1 | 2 | 4  | 6  | 111 | 119 | 4   |
| 4   | Irão      | 3 | 0 | 3 | 0  | 9  | 48  | 135 | 3   |

| Data   | Equipe #1 | Placar | Equipe #2 | 1º Set | 2º Set | 3º Set | 4º Set | 5º Set | Total | Cidade | Público |
| ------ | --------- | ------ | --------- | ------ | ------ | ------ | ------ | ------ | ----- | ------ | ------- |
| 13 Nov | Argentina | 3–0    | Irão      | 15–9   | 15–3   | 15–7   |        |        | 45–19 |        |         |
| 13 Nov | Polónia   | 0–3    | Cuba      | 10–15  | 9–15   | 11–15  |        |        | 30–45 |        |         |
| 14 Nov | Irão      | 0–3    | Cuba      | 2–15   | 5–15   | 7–15   |        |        | 14–45 |        |         |
| 14 Nov | Argentina | 3–1    | Polónia   | 14–16  | 15–5   | 15–7   | 15–8   |        | 59–36 |        |         |
| 15 Nov | Polónia   | 3–0    | Irão      | 15–5   | 15–2   | 15–8   |        |        | 45–15 |        |         |
| 15 Nov | Cuba      | 3–0    | Argentina | 15–7   | 15–8   | 15–9   |        |        | 45–24 |        |         |

### Grupo E
Classificação
| Pos | País     | J | V | D | SP | SC | PP  | PC  | Pts |
| --- | -------- | - | - | - | -- | -- | --- | --- | --- |
| 1   | Brasil   | 3 | 3 | 0 | 9  | 0  | 135 | 59  | 6   |
| 2   | Bulgária | 3 | 2 | 1 | 6  | 5  | 130 | 140 | 5   |
| 3   | Grécia   | 3 | 1 | 2 | 5  | 7  | 147 | 159 | 4   |
| 4   | Argélia  | 3 | 0 | 3 | 1  | 9  | 94  | 148 | 3   |

| Data   | Equipe #1 | Placar | Equipe #2 | 1º Set | 2º Set | 3º Set | 4º Set | 5º Set | Total | Cidade | Público |
| ------ | --------- | ------ | --------- | ------ | ------ | ------ | ------ | ------ | ----- | ------ | ------- |
| 13 Nov | Bulgária  | 3–0    | Argélia   | 15–6   | 15–12  | 15–13  |        |        | 45–31 |        |         |
| 13 Nov | Grécia    | 0–3    | Brasil    | 6–15   | 13–15  | 6–15   |        |        | 25–45 |        |         |
| 14 Nov | Argélia   | 0–3    | Brasil    | 2–15   | 8–15   | 6–15   |        |        | 16–45 |        |         |
| 14 Nov | Bulgária  | 3–2    | Grécia    | 15–11  | 10–15  | 16–14  | 11–15  | 15–9   | 67–64 |        |         |
| 15 Nov | Grécia    | 3–1    | Argélia   | 15–9   | 15–11  | 13–15  | 15–12  |        | 58–47 |        |         |
| 15 Nov | Brasil    | 3–0    | Bulgária  | 15–4   | 15–8   | 15–6   |        |        | 45–18 |        |         |

### Grupo F
Classificação
| Pos | País       | J | V | D | SP | SC | PP  | PC  | Pts |
| --- | ---------- | - | - | - | -- | -- | --- | --- | --- |
| 1   | Iugoslávia | 3 | 3 | 0 | 9  | 2  | 165 | 103 | 6   |
| 2   | Rússia     | 3 | 2 | 1 | 8  | 3  | 154 | 113 | 5   |
| 3   | Austrália  | 3 | 1 | 2 | 3  | 8  | 106 | 152 | 4   |
| 4   | Turquia    | 3 | 0 | 3 | 1  | 9  | 96  | 153 | 3   |

| Data   | Equipe #1  | Placar | Equipe #2  | 1º Set | 2º Set | 3º Set | 4º Set | 5º Set | Total | Cidade | Público |
| ------ | ---------- | ------ | ---------- | ------ | ------ | ------ | ------ | ------ | ----- | ------ | ------- |
| 13 Nov | Iugoslávia | 3–0    | Austrália  | 16–14  | 15–5   | 15–4   |        |        | 46–23 |        |         |
| 13 Nov | Turquia    | 0–3    | Rússia     | 6–15   | 7–15   | 6–15   |        |        | 19–45 |        |         |
| 14 Nov | Austrália  | 0–3    | Rússia     | 4–15   | 7–15   | 9–15   |        |        | 20–45 |        |         |
| 14 Nov | Iugoslávia | 3–0    | Turquia    | 15–7   | 15–3   | 15–6   |        |        | 45–16 |        |         |
| 15 Nov | Turquia    | 2–3    | Austrália  | 8–15   | 15–9   | 15–9   | 13–15  | 10–15  | 61–63 |        |         |
| 15 Nov | Rússia     | 2–3    | Iugoslávia | 16–14  | 16–14  | 6–15   | 12–15  | 14–16  | 64–74 |        |         |

## Fase de Quartas-de-final

### Grupo G
Classificação
| Pos | País          | J | V | D | SP | SC | PP  | PC  | Pts |
| --- | ------------- | - | - | - | -- | -- | --- | --- | --- |
| 1   | Brasil        | 7 | 7 | 0 | 21 | 3  | 351 | 210 | 14  |
| 2   | Cuba          | 7 | 6 | 1 | 18 | 8  | 348 | 289 | 13  |
| 3   | Espanha       | 7 | 4 | 3 | 17 | 12 | 367 | 344 | 11  |
| 4   | Bulgária      | 7 | 4 | 3 | 14 | 14 | 361 | 365 | 11  |
| 5   | Canadá        | 7 | 3 | 4 | 11 | 16 | 291 | 362 | 10  |
| 6   | Argentina     | 7 | 2 | 5 | 11 | 16 | 320 | 334 | 9   |
| 7   | Coreia do Sul | 7 | 2 | 5 | 7  | 18 | 266 | 340 | 9   |
| 8   | Japão         | 7 | 0 | 7 | 9  | 21 | 358 | 418 | 7   |

| Data   | Equipe #1     | Placar | Equipe #2     | 1º Set | 2º Set | 3º Set | 4º Set | 5º Set | Total | Cidade | Público |
| ------ | ------------- | ------ | ------------- | ------ | ------ | ------ | ------ | ------ | ----- | ------ | ------- |
| 18 Nov | Espanha       | 3–0    | Coreia do Sul | 15–7   | 15–6   | 15–11  |        |        | 45–24 |        |         |
| 18 Nov | Canadá        | 0–3    | Brasil        | 6–15   | 9–15   | 3–15   |        |        | 18–45 |        |         |
| 18 Nov | Bulgária      | 1–3    | Cuba          | 12–15  | 16–17  | 15–13  | 4–15   |        | 47–60 |        |         |
| 18 Nov | Japão         | 1–3    | Argentina     | 12–15  | 12–15  | 15–12  | 10–15  |        | 49–57 |        |         |
| 19 Nov | Cuba          | 3–1    | Canadá        | 15–10  | 10–15  | 15–12  | 15–5   |        | 55–42 |        |         |
| 19 Nov | Argentina     | 2–3    | Bulgária      | 8–15   | 17–16  | 7–15   | 15–10  | 9–15   | 56–71 |        |         |
| 19 Nov | Coreia do Sul | 0–3    | Brasil        | 13–15  | 5–15   | 9–15   |        |        | 27–45 |        |         |
| 19 Nov | Espanha       | 3–2    | Japão         | 15–5   | 13–15  | 15–8   | 11–15  | 15–12  | 69–55 |        |         |
| 21 Nov | Bulgária      | 0–3    | Espanha       | 15–17  | 4–15   | 11–15  |        |        | 30–47 |        |         |
| 21 Nov | Canadá        | 3–1    | Argentina     | 11–15  | 15–10  | 4–15   | 6–15   |        | 36–55 |        |         |
| 21 Nov | Coreia do Sul | 0–3    | Cuba          | 13–15  | 6–15   | 7–15   |        |        | 26–45 |        |         |
| 21 Nov | Japão         | 0–3    | Brasil        | 11–15  | 9–15   | 13–15  |        |        | 33–45 |        |         |
| 22 Nov | Argentina     | 3–0    | Coreia do Sul | 15–13  | 15–10  | 15–5   |        |        | 45–28 |        |         |
| 22 Nov | Espanha       | 2–3    | Canadá        | 15–11  | 9–15   | 15–12  | 14–16  | 16–18  | 69–72 |        |         |
| 22 Nov | Brasil        | 3–1    | Bulgária      | 16–17  | 15–7   | 15–5   | 15–12  |        | 61–41 |        |         |
| 22 Nov | Cuba          | 3–1    | Japão         | 15–9   | 12–15  | 15–10  | 17–16  |        | 59–50 |        |         |
| 24 Nov | Espanha       | 3–1    | Argentina     | 6–15   | 15–6   | 17–15  | 15–5   |        | 53–41 |        |         |
| 24 Nov | Cuba          | 0–3    | Brasil        | 11–15  | 7–15   | 2–15   |        |        | 20–45 |        |         |
| 24 Nov | Canadá        | 0–3    | Bulgária      | 6–15   | 9–15   | 12–15  |        |        | 27–45 |        |         |
| 24 Nov | Coreia do Sul | 3–2    | Japão         | 15–13  | 15–8   | 8–15   | 9–15   | 15–12  | 62–63 |        |         |
| 25 Nov | Espanha       | 2–3    | Cuba          | 15–12  | 4–15   | 5–15   | 15–7   | 12–15  | 51–64 |        |         |
| 25 Nov | Brasil        | 3–1    | Argentina     | 15–11  | 7–15   | 15–2   | 15–10  |        | 52–38 |        |         |
| 25 Nov | Bulgária      | 3–1    | Coreia do Sul | 11–15  | 15–10  | 15–8   | 16–14  |        | 57–47 |        |         |
| 25 Nov | Japão         | 1–3    | Canadá        | 15–11  | 8–15   | 9–15   | 9–15   |        | 41–56 |        |         |
| 26 Nov | Cuba          | 3–0    | Argentina     | 15–12  | 15–4   | 15–12  |        |        | 45–28 |        |         |
| 26 Nov | Espanha       | 1–3    | Brasil        | 4–15   | 15–13  | 5–15   | 9–15   |        | 33–58 |        |         |
| 26 Nov | Coreia do Sul | 3–1    | Canadá        | 7–15   | 15–9   | 15–11  | 15–5   |        | 52–40 |        |         |
| 26 Nov | Japão         | 2–3    | Bulgária      | 15–10  | 15–17  | 12–15  | 15–13  | 10–15  | 67–70 |        |         |

### Grupo H
Classificação
| Pos | País           | J | V | D | SP | SC | PP  | PC  | Pts |
| --- | -------------- | - | - | - | -- | -- | --- | --- | --- |
| 1   | Iugoslávia     | 7 | 6 | 1 | 19 | 4  | 323 | 201 | 13  |
| 2   | Itália         | 7 | 6 | 1 | 18 | 4  | 319 | 165 | 13  |
| 3   | Rússia         | 7 | 6 | 1 | 19 | 8  | 365 | 299 | 13  |
| 4   | Países Baixos  | 7 | 4 | 3 | 12 | 10 | 260 | 243 | 11  |
| 5   | Estados Unidos | 7 | 2 | 5 | 10 | 15 | 282 | 314 | 9   |
| 6   | Ucrânia        | 7 | 2 | 5 | 8  | 18 | 279 | 338 | 9   |
| 7   | Grécia         | 7 | 1 | 6 | 6  | 19 | 214 | 351 | 8   |
| 8   | China          | 7 | 1 | 6 | 5  | 19 | 218 | 349 | 8   |

| Data   | Equipe #1      | Placar | Equipe #2      | 1º Set | 2º Set | 3º Set | 4º Set | 5º Set | Total | Cidade | Público |
| ------ | -------------- | ------ | -------------- | ------ | ------ | ------ | ------ | ------ | ----- | ------ | ------- |
| 18 Nov | Estados Unidos | 2–3    | Rússia         | 15–13  | 13–15  | 15–12  | 7–15   | 7–15   | 57–70 |        |         |
| 18 Nov | Grécia         | 0–3    | Países Baixos  | 2–15   | 8–15   | 4–15   |        |        | 14–45 |        |         |
| 18 Nov | China          | 0–3    | Iugoslávia     | 4–15   | 5–15   | 4–15   |        |        | 13–45 |        |         |
| 18 Nov | Ucrânia        | 0–3    | Itália         | 7–15   | 12–15  | 3–15   |        |        | 22–45 |        |         |
| 19 Nov | Iugoslávia     | 3–1    | Grécia         | 11–15  | 15–3   | 15–9   | 15–5   |        | 56–32 |        |         |
| 19 Nov | Rússia         | 3–1    | China          | 15–8   | 16–17  | 17–16  | 15–9   |        | 63–50 |        |         |
| 19 Nov | Países Baixos  | 3–1    | Ucrânia        | 14–16  | 15–11  | 15–8   | 16–14  |        | 60–49 |        |         |
| 19 Nov | Itália         | 3–0    | Estados Unidos | 15–6   | 15–2   | 15–12  |        |        | 45–20 |        |         |
| 21 Nov | Grécia         | 1–3    | Rússia         | 15–12  | 6–15   | 11–15  | 6–15   |        | 38–57 |        |         |
| 21 Nov | Ucrânia        | 0–3    | Iugoslávia     | 9–15   | 10–15  | 1–15   |        |        | 20–45 |        |         |
| 21 Nov | Estados Unidos | 0–3    | Países Baixos  | 12–15  | 6–15   | 11–15  |        |        | 29–45 |        |         |
| 21 Nov | China          | 0–3    | Itália         | 5–15   | 4–15   | 5–15   |        |        | 14–45 |        |         |
| 22 Nov | Iugoslávia     | 3–0    | Estados Unidos | 15–6   | 15–10  | 15–8   |        |        | 45–24 |        |         |
| 22 Nov | Rússia         | 3–0    | Ucrânia        | 17–15  | 15–6   | 15–6   |        |        | 47–27 |        |         |
| 22 Nov | Itália         | 3–0    | Grécia         | 15–5   | 15–13  | 15–1   |        |        | 45–19 |        |         |
| 22 Nov | Países Baixos  | 3–0    | China          | 15–5   | 15–3   | 15–8   |        |        | 45–16 |        |         |
| 24 Nov | Iugoslávia     | 3–0    | Países Baixos  | 15–9   | 15–4   | 15–13  |        |        | 45–26 |        |         |
| 24 Nov | Grécia         | 3–1    | China          | 12–15  | 15–11  | 15–8   | 15–12  |        | 57–46 |        |         |
| 24 Nov | Ucrânia        | 3–2    | Estados Unidos | 15–12  | 4–15   | 15–12  | 6–15   | 15–8   | 55–62 |        |         |
| 24 Nov | Itália         | 3–1    | Rússia         | 15–3   | 15–8   | 11–15  | 15–9   |        | 56–35 |        |         |
| 25 Nov | Estados Unidos | 3–0    | Grécia         | 15–9   | 15–11  | 15–11  |        |        | 45–31 |        |         |
| 25 Nov | China          | 3–1    | Ucrânia        | 15–10  | 10–15  | 15–10  | 16–14  |        | 56–49 |        |         |
| 25 Nov | Itália         | 0–3    | Iugoslávia     | 12–15  | 13–15  | 13–15  |        |        | 38–45 |        |         |
| 25 Nov | Países Baixos  | 0–3    | Rússia         | 6–15   | 12–15  | 11–15  |        |        | 29–45 |        |         |
| 26 Nov | Estados Unidos | 3–0    | China          | 15–11  | 15–8   | 15–4   |        |        | 45–23 |        |         |
| 26 Nov | Ucrânia        | 3–1    | Grécia         | 15–3   | 12–15  | 15–3   | 15–2   |        | 57–23 |        |         |
| 26 Nov | Rússia         | 3–1    | Iugoslávia     | 3–15   | 15–13  | 15–3   | 15–11  |        | 48–42 |        |         |
| 26 Nov | Itália         | 3–0    | Países Baixos  | 15–2   | 15–7   | 15–1   |        |        | 45–10 |        |         |

## Fase Final

### Classificação 9º a 12º
|  | 9º-12º lugar            | 9º-12º lugar            |   |                         | 9º lugar                | 9º lugar |  |
|  |                         |                         |   |                         |                         |          |  |
|  | 28 de novembro – Tóquio |                         |   |                         |                         |          |  |
|  | Argentina               | 2                       |   |                         |                         |          |  |
|  | Estados Unidos          | 3                       |   |                         |                         |          |  |
|  |                         |                         |   |                         |                         |          |  |
|  |                         |                         |   |                         | 29 de novembro – Tóquio |          |  |
|  |                         |                         |   |                         | Estados Unidos          | 3        |  |
|  |                         | Ucrânia                 | 0 |                         |                         |          |  |
|  |                         |                         |   |                         |                         |          |  |
|  |                         |                         |   |                         |                         |          |  |
|  |                         |                         |   |                         | 11º lugar               |          |  |
|  | 28 de novembro – Tóquio | 28 de novembro – Tóquio |   | 29 de novembro – Tóquio | 29 de novembro – Tóquio |          |  |
|  | Canadá                  | 0                       |   | Argentina               | 3                       |          |  |
|  | Ucrânia                 | 3                       |   |                         | Canadá                  | 0        |  |

| Data   | Equipe #1 | Placar | Equipe #2      | 1º Set | 2º Set | 3º Set | 4º Set | 5º Set | Total | Cidade | Público |
| ------ | --------- | ------ | -------------- | ------ | ------ | ------ | ------ | ------ | ----- | ------ | ------- |
| 28 Nov | Argentina | 2–3    | Estados Unidos | 10–15  | 11–15  | 15–11  | 15–13  | 9–15   | 60–69 |        |         |
| 28 Nov | Canadá    | 0–3    | Ucrânia        | 11–15  | 13–15  | 11–15  |        |        | 35–45 |        |         |

| Data   | Equipe #1      | Placar | Equipe #2 | 1º Set | 2º Set | 3º Set | 4º Set | 5º Set | Total | Cidade | Público |
| ------ | -------------- | ------ | --------- | ------ | ------ | ------ | ------ | ------ | ----- | ------ | ------- |
| 29 Nov | Argentina      | 3–0    | Canadá    | 15–7   | 15–10  | 15–6   |        |        | 45–23 |        |         |
| 29 Nov | Estados Unidos | 3–0    | Ucrânia   | 16–14  | 15–12  | 15–10  |        |        | 46–36 |        |         |

### Classificação 5º a 8º
|  | 5º-8º lugar             | 5º-8º lugar             |   |                         | 5º lugar                | 5º lugar |  |
|  |                         |                         |   |                         |                         |          |  |
|  | 28 de novembro – Tóquio |                         |   |                         |                         |          |  |
|  | Espanha                 | 2                       |   |                         |                         |          |  |
|  | Países Baixos           | 3                       |   |                         |                         |          |  |
|  |                         |                         |   |                         |                         |          |  |
|  |                         |                         |   |                         | 29 de novembro – Tóquio |          |  |
|  |                         |                         |   |                         | Países Baixos           | 0        |  |
|  |                         | Rússia                  | 3 |                         |                         |          |  |
|  |                         |                         |   |                         |                         |          |  |
|  |                         |                         |   |                         |                         |          |  |
|  |                         |                         |   |                         | 7º lugar                |          |  |
|  | 28 de novembro – Tóquio | 28 de novembro – Tóquio |   | 29 de novembro – Tóquio | 29 de novembro – Tóquio |          |  |
|  | Bulgária                | 0                       |   | Espanha                 | 1                       |          |  |
|  | Rússia                  | 3                       |   |                         | Bulgária                | 3        |  |

| Data   | Equipe #1 | Placar | Equipe #2     | 1º Set | 2º Set | 3º Set | 4º Set | 5º Set | Total | Cidade | Público |
| ------ | --------- | ------ | ------------- | ------ | ------ | ------ | ------ | ------ | ----- | ------ | ------- |
| 28 Nov | Bulgária  | 0–3    | Rússia        | 13–15  | 2–15   | 7–15   |        |        | 22–45 |        |         |
| 28 Nov | Espanha   | 2–3    | Países Baixos | 15–13  | 17–16  | 12–15  | 10–15  | 10–15  | 64–74 |        |         |

| Data   | Equipe #1     | Placar | Equipe #2 | 1º Set | 2º Set | 3º Set | 4º Set | 5º Set | Total | Cidade | Público |
| ------ | ------------- | ------ | --------- | ------ | ------ | ------ | ------ | ------ | ----- | ------ | ------- |
| 29 Nov | Espanha       | 1–3    | Bulgária  | 11–15  | 7–15   | 15–12  | 11–15  |        | 44–57 |        |         |
| 29 Nov | Países Baixos | 0–3    | Rússia    | 7–15   | 12–15  | 12–15  |        |        | 31–45 |        |         |

## Fase Final
|  | Semi-finais             | Semi-finais             |   |                         | Final                   | Final |  |
|  |                         |                         |   |                         |                         |       |  |
|  | 28 de novembro – Tóquio |                         |   |                         |                         |       |  |
|  | Iugoslávia              | 3                       |   |                         |                         |       |  |
|  | Cuba                    | 1                       |   |                         |                         |       |  |
|  |                         |                         |   |                         |                         |       |  |
|  |                         |                         |   |                         | 29 de novembro – Tóquio |       |  |
|  |                         |                         |   |                         | Iugoslávia              | 0     |  |
|  |                         | Itália                  | 3 |                         |                         |       |  |
|  |                         |                         |   |                         |                         |       |  |
|  |                         |                         |   |                         |                         |       |  |
|  |                         |                         |   |                         | 3º lugar                |       |  |
|  | 28 de novembro – Tóquio | 28 de novembro – Tóquio |   | 29 de novembro – Tóquio | 29 de novembro – Tóquio |       |  |
|  | Brasil                  | 2                       |   | Cuba                    | 3                       |       |  |
|  | Itália                  | 3                       |   |                         | Brasil                  | 1     |  |

| Data   | Equipe #1  | Placar | Equipe #2 | 1º Set | 2º Set | 3º Set | 4º Set | 5º Set | Total | Cidade | Público |
| ------ | ---------- | ------ | --------- | ------ | ------ | ------ | ------ | ------ | ----- | ------ | ------- |
| 28 Nov | Iugoslávia | 3–1    | Cuba      | 15–3   | 15–12  | 14–16  | 15–10  |        | 59–41 |        |         |
| 28 Nov | Brasil     | 2–3    | Itália    | 10–15  | 15–13  | 11–15  | 15–10  | 10–15  | 61–68 |        |         |

| Data   | Equipe #1  | Placar | Equipe #2 | 1º Set | 2º Set | 3º Set | 4º Set | 5º Set | Total | Cidade | Público |
| ------ | ---------- | ------ | --------- | ------ | ------ | ------ | ------ | ------ | ----- | ------ | ------- |
| 29 Nov | Cuba       | 3–1    | Brasil    | 12–15  | 15–6   | 15–11  | 15–12  |        | 57–44 |        |         |
| 29 Nov | Iugoslávia | 0–3    | Itália    | 12–15  | 5–15   | 10–15  |        |        | 27–45 |        |         |

## Classificação Final
| Posição           | Time           |
| ----------------- | -------------- |
| Medalha de ouro   | Itália         |
| Medalha de prata  | Iugoslávia     |
| Medalha de bronze | Cuba           |
| 4                 | Brasil         |
| 5                 | Rússia         |
| 6                 | Países Baixos  |
| 7                 | Bulgária       |
| 8                 | Espanha        |
| 9                 | Estados Unidos |
| 10                | Ucrânia        |
| 11                | Argentina      |
| 12                | Canadá         |
| 13                | Grécia         |
| 13                | Coreia do Sul  |
| 15                | China          |
| 15                | Japão          |
| 17                | Austrália      |
| 17                | Polónia        |
| 19                | Argélia        |
| 19                | Chéquia        |
| 19                | Egito          |
| 19                | Irão           |
| 19                | Tailândia      |
| 19                | Turquia        |

| Campeonato Mundial de Voleibol Masculino de 1998 |
| Campeão                                          |
| ------------------------------------------------ |
| Itália 3º Título                                 |

## Prêmios
- MVP:  Rafael Pascual
- Maior Pontuador:  Rafael Pascual
- Melhor Atacante:  Marcos Milinkovic
- Melhor Bloqueador:  Gustavo
- Melhor Sacador:  Goran Vujević
- Melhor Levantador:  Raúl Diago
- Melhor Defensor:  Erik Sullivan
- Melhor Recepção:  Rodolfo Sánchez
- Melhor Técnico:  Bebeto de Freitas (Itália)
- Técnico mais Criativo:  Vincenzo Di Pinto (Espanha)